# Амвросий II Бергамский
Амвросий II Бергамский (итал. Ambrogio II, Бергамо — 20  сентября 1057, Бергамо) — итальянский прелат, Ординарий епархии Бергамо.

## Биография
Происходил из знатной фамилии бергамских аристократов, известно имя его отца Ланфранко итал. Lanfranco, однако невозможно с достоверностью установить, это был Ланфранко II граф Бергамо или представитель семьи Джизальбертини итал. Gisalbertini, выходцев из Мартиненго. Почитался, как знаток Евангелия, его проповеди и его богословские толкования цитируются в древних документах. Управляя церковью Бергамо в течение 34-х лет, оставил важный след в местной истории. Отличаясь лояльностью к немецким императорам, соответственно умел извлекать плоды от их внимания к церкви Бергамо, как со стороны Генриха II, который подтвердил право неприкосновенности города Бергамо, ранее предоставленные Карлом III, так и Конрадом II и Генрихом III.
Амвросий освятил кафедральный собор Св. Викентия, украсил и обеспечивал уход за надгробием Св. Алессандра, а также при нем были обретены и перенесены мощи Святой Граты. Епископ выступал против образования итальянского королевства под управлением светской знати.
Приумножил имущество епархии путем приобретения или посредством завещаний, часть из этого стало собственностью семьи Мартиненго.
30 июля 1026 году епископу удалось получить от каноников Сан-Мартино-ди-Тур земли верхней части в Долины Сериана и Валь-ди-Скальве, богатые железом и серебром рудники в обмен на территории в Павии, Турине и Милане.
В 1050 году присутствовал на Синоде в Верчелли, рассматривавшим вопрос Беренгара Турского и ситуацию в Италии.